# Kaldirets
Kaldirets (en macédonien Калдирец, en albanais Kalldireci) est un village du nord de la Macédoine du Nord, situé dans la municipalité de Stoudenitchani. Le village ne comptait aucun habitant en 2002. Il est traditionnellement albanais. Il se trouve à 1 040 m d'altitude, dans la chaîne de la Yakoupitsa.